# Scoglio Revera
Lo scoglio Revera, Riviera o Rivera (in croato Revera) è uno scoglio disabitato della Croazia, situato lungo la costa occidentale dell'Istria, a sud del canale di Leme e sudest di punta Corrente (rt Kurent).
Amministrativamente appartiene alla città di Rovigno, nella regione istriana.

## Geografia
Lo scoglio Revera si trova a sudovest dell'ingresso dell'insenatura di Valle Polari (uvala Pulari) e a sudovest di punta del Moro o dei Mauro (uvala Mavar). Nel punto più ravvicinato dista 770 m dalla terraferma (punta del Moro).
Revera è uno scoglio dalla forma allungata, orientato in direzione ovest-est, che misura 200 m di lunghezza e 50 m di larghezza massima. Ha una superficie di 6442 m² e uno sviluppo costiero di 0,490 km. A ovest, raggiunge un'elevazione massima di 1,6 m s.l.m.

### Isole adiacenti
- Scoglio Polari (Pulari), scoglio situato 480 m a nord di Revera.
- Vestre (Veštar), isolotto situato a circa 1,35 km a sudest di Revera.
- Due Sorelle (Mala Sestrica e Vela Sestrica), coppia di isolotti situati 1,8 km a sud di Revera.

### Cartografia
- (HR) Mappa topografica della Croazia 1:25000, su preglednik.arkod.hr.